# Pé de moleque

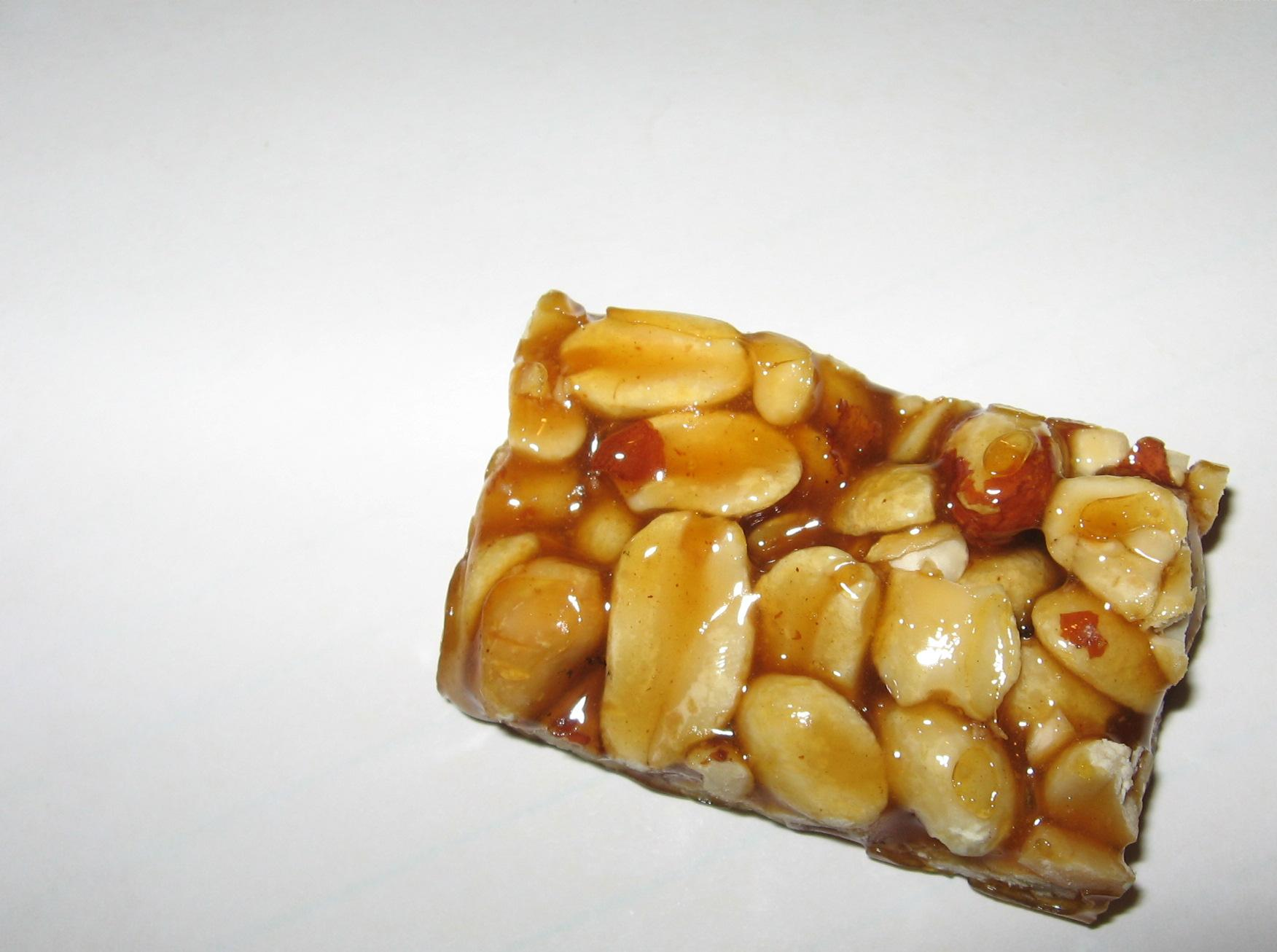
Pé de moleque industrializado.

O pé de moleque é um doce típico da culinária paulista, de origem na Capitania de São Vicente, com a chegada da cana-de-açúcar ao Brasil em meados do século XVI. É feito a partir da mistura de amendoim torrado com rapadura, e está associado à tradição da cozinha caipira do estado de São Paulo, sendo também difundido em Minas Gerais e Paraná.
Disseminado em todo o Brasil, é um dos doces mais famosos e apreciados na Região Sudeste e no cenário nacional, sendo muito consumido nas festas juninas. Foi a partir da década de 1930 que ele passou a ser produzido em grande escala, no interior de Minas Gerais. Atualmente, a cidade de Piranguinho, no sul do estado, é conhecida pela produção artesanal da guloseima, e tem se destacado no cenário nacional através da festa do maior pé de moleque do mundo, que faz parte do calendário cultural de festividades do município.
Há uma derivação do doce na versão de um bolo, comum a festas juninas de locais do Nordeste do Brasil. O bolo de pé de moleque também é chamado de "bolo preto", no qual a castanha de caju pode substituir o amendoim, mantém-se a rapadura e adiciona-se massa de mandioca fermentada (pubada, massa puba) e outros ingredientes.

## Etimologia
A denominação "pé de moleque" tem duas hipóteses para sua origem:
- referência ao calçamento de pedras irregulares presente em cidades históricas brasileiras como Paraty e Ouro Preto, que era assim denominado.
- motivado pelas quituteiras das ruas do passado que os vendiam e que eram alvo de furtos por parte da meninada. Para não serem mais importunadas diziam aos meninos, para que pedissem, pois não precisavam furtar:
- : — Pede, moleque!

## História

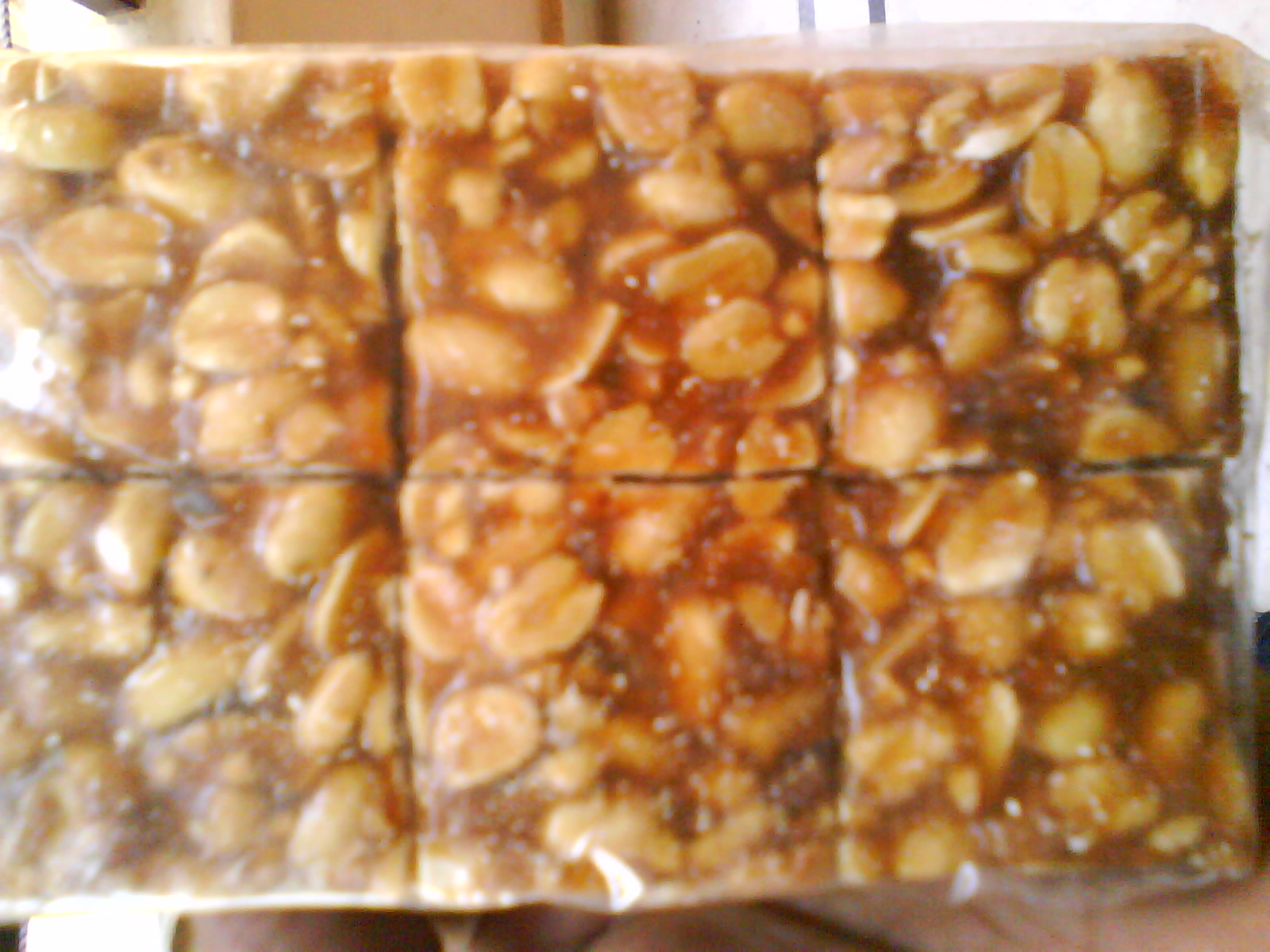
Um pacote de chikki, como é conhecido o pé de moleque na Índia.

A receita que deu origem ao pé de moleque chegou à Europa na Alta Idade Média, levada pelos árabes em suas incursões à península Itálica e à Península Ibérica. Dessa invenção árabe se originaram, antes do doce brasileiro (feito com mel de cana, a rapadura), o similar português de mel de abelhas chamado "nogat" (nome que veio do francês), como também o nougat francês de Montélimar no Vale do Ródano, o espanhol turró de Alicante, Valência, de Toledo, de Castuera (na Estremadura), o italiano torrone de Cremona, Alba, Siena, Benevento, o siciliano cubbàita e ainda o indiano chikki, que foi levado para o oriente pelos portugueses no início do século XVI.
Uma das primeiras referências a esse doce no Brasil encontra-se no livro Doceiro Nacional. Neste livro é possível encontrar duas receitas: o pé de moleque preparado com açúcar e o preparado com rapadura.

## Fabricação
A fabricação tradicional do doce se dá através da mistura de amendoins torrados e moídos que são posteriormente misturados a uma rapadura previamente derretida, com o cuidado de quebrar a garapa, que tem a dureza do açúcar cristalizado, daí o nome antigo de "quebra queixo" ou "quebra dentes", quando era fabricado artesanalmente, por vendedores ambulantes. A mistura é lentamente batida em fogo brando até atingir o ponto prévio à quebra da chamada cristalização e rapidamente a mistura deve ser distribuída sobre uma superfície lisa e fria de pedra. A utilização de um tacho de cobre é desejável. Depois de resfriado o doce adquire a consistência macia que é característica do processo tradicional por incorporar o óleo do próprio amendoim macerado. Alguns grãos inteiros podem ser acrescentados à mistura, com o fim de quebrar a resistência do cristal, que costuma ficar muito duro, próximo da dureza da pedra de açúcar de cana, muito duro.[carece de fontes?]
Tal processo artesanal foi posteriormente substituído por outros similares, mais simples, ao se misturar o açúcar derretido com os amendoins torrados de modo a obter um pé de moleque bastante crocante e não - rígido (igualmente popular, o rígido é o "quebra queixo ou quebra dentes"). Assim se pôde manufaturar o doce em maior escala mantendo um padrão industrial, e a satisfação do consumidor.[carece de fontes?]

## Na literatura
O doce pode ser encontrado ainda na literatura, tal como em O dialeto caipira, de Amadeu Amaral, há referência ao "pé de muleque", cuja origem é do estado de São Paulo. Em 1983, Carlos Drummond de Andrade se referiu ao pé de moleque como sendo a "pura joia mineira", estado onde a atual versão do doce é bastante produzida. O texto foi enviado a uma das doceiras de Piranguinho.